# Ашуг Амрах
Ашуг Амрах (азерб. Aşıq Əmrah, 1914, Арапло — 1987, Арапло, Марнеульский муниципалитет) — грузинский ашуг.

## Биография
Родился в 1908 году в селе Арапло Грузинской ССР. В детстве научился игре на сазе у своего отца. Достигнув половой зрелости, отец отправляет его изучать поэзию у Месима Ядигарова. Оттуда он лучше знакомится с секретами искусства ашугов и становится искусным исполнителем их песен. Таким образом, ему удается развивать свое искусство и поднимать его на большую высоту.
С 1950-х годов песни Ашуг Амраха, ранее исполнявшиеся на крупнейших фестивалях Борчалы, звучали на радиоволнах и в крупных концертных залах Баку.
В 1959 году его участие в десяти днях азербайджанской литературы и искусства, проходивших в Москве, дало толчок к тому, чтобы стать самым известным ашугом во всем СССР.
Ашуг Амрах приобрел известность не только благодаря игре на сазе и пению, но и реформированию музыкальных инструментов. А также развил и усовершенствовал известные исследователям 72 партии на игре саз, увеличив их число до 81. Впервые опубликовал «Юрд йери», «Сусанбари», «Тураджи» и другие песни ашугов из Борчалы.
Умер в 1987 году в родном селе Арапло.